# Andrij Sadowyj
Andrij Sadowyj (* 19. August 1968 in Lwiw) ist ein ukrainischer Politiker, liberaler Aktivist, seit 2006 Bürgermeister von Lwiw (Lemberg) und seit 2012 Vorsitzender der Partei Samopomitsch (Selbsthilfe).

## Biografie
Andrij Sadowyj besuchte das Lwiwer Radioelektronische Technikum, nach dem Abitur studierte er an der Nationalen Technischen Universität Lwiw, die er mit dem Titel des Ingenieurs für Elektrotechnik (1995) sowie des Ökonomisten für das Finanz- und Kreditwesen (1997) abschloss. 1999 beendete er sein Studium an der Akademie für Staatsverwaltung beim Präsidenten der Ukraine (Академія державного управління при Президентові України).
Im Zeitraum von 1987 bis 1989 leistete er den Militärdienst ab, danach arbeitete er als Elektrotechniker. Zwischen 1992 und 1995 war er stellvertretender Direktor der Lwiwer Zweigstelle der Stiftung für soziale Erziehung Jugendlicher beim Ministerrat der Ukraine. Von 1997 bis 2005 bekleidete Sadowyj den Posten des Rats- und Verwaltungsvorsitzenden eines elektrotechnischen Unternehmens. Von 1997 bis 2001 war er Vorsitzender der Verwaltung der Stiftung für die Entwicklung des Lwiwer Gebietes (Фонд розвитку Львівщини). Seit 2002 war er Vorsitzender der Gesellschaft Teleradiokompania Lux. Seit 2005 leitet er den Verein Samopomitsch (Selbsthilfe), der als politische Partei nach der Parlamentswahl in der Ukraine 2014 drittstärkste Partei in der Werchowna Rada wurde.
Im Januar 2006 gründete er den Fernseh-Nachrichtensender 24.
1998 wurde er zum Lwiwer Stadtrat gewählt. Am 26. März 2006 wurde er zum Stadtpräsidenten ernannt und behielt erneut den Posten bei den Wahlen 2010. Bis 2009 war er Mitglied der Partei Nationalunion Unsere Ukraine von Wiktor Juschtschenko. Im Dezember 2012 verwandelte er den Verein Selbsthilfe in eine politische Partei.
Am 25. Juli 2014 um 23:30 Uhr wurde Sadowyjs Wohnhaus in seiner Abwesenheit von einer, von einem unbekannten Täter abgefeuerten, Panzerabwehrrakete getroffen. Die Explosion beschädigte das Dach, die Decken und die Fenster.
Nach mehreren Bränden auf der Lwiwer Mülldeponie, bei denen drei Feuerwehrleute starben, gab es Anfang Juni 2016 Proteste gegen Sadowyj, weil er die Deponie entgegen den Forderungen der Gesundheitsbehörden 10 Jahre lang offengehalten haben soll. Die nur einige Kilometer vom Stadtzentrum entfernt liegende, in der Sowjetzeit eröffnete Abfalldeponie ist die größte des Landes.
Sadowij ist Vorsitzender des Aufsichtsrates bei der Kultur- und Kunststiftung „Andrej Scheptyzkyj“. Als Bürgermeister von Lwiw nimmt er am polnisch-ukrainischen Versöhnungs-Kapitel teil.

## Privatleben
Sadowyj ist mit der Kunsthistorikerin Katerina Kit verheiratet und Vater von fünf Söhnen.